# Подгорецкий, Михаил Исаакович
Михаил Исаакович Подгорецкий (22 апреля 1919, Александровск, Екатеринославская губерния — 19 апреля 1994, Дубна, Московская область) — советский и российский физик, доктор физико-математических наук, профессор кафедры физики элементарных частиц физического факультета МГУ, главный научный сотрудник ЛВЭ ОИЯИ.

## Биография
Михаил Подгорецкий родился 22 апреля 1919 года в городе Александровске, в еврейской семье, в самый разгар Гражданской войны. Номинально Александровск входил в состав Украинской Народной Республики. Однако, реальная власть в городе весной и летом 1919 года принадлежала Федерации анархистов Александровска, которой протежировал Нестор Махно. В июле 1919 года был убит Исаак Подгорецкий, отец Михаила.
Начальное образование (3 или 4 класса) Михаил получил в еврейской религиозной школе, затем перешёл в советскую среднюю школу. В 1931 г. семья Подгорецких переехала в Москву. 1 сентября 1933 г. Подгорецкий пошёл в 7-й класс школы № 57. В старших классах особенно увлекался физикой и биологией. В 1936 г. окончил школу с отличием, что по закону, вступившему в силу в том же году, позволяло вне конкурса поступать в любой вуз. Подгорецкий поступил на физический факультет МГУ. На него особое впечатление произвели лекции Г. С. Ландсберга и И. Е. Тамма. Окончил МГУ с красным дипломом.
Последний государственный экзамен Подгорецкий, согласно его воспоминаниям, сдал 18 июня 1941 года, незадолго до начала Великой Отечественной войны. 30 июня 1941 года Подгорецкий и его однокурсник И. Л. Розенталь записались добровольцами в Московское ополчение. Однако, через 3 дня друзья получили из райвоенкомата повестки в РККА. Розенталь (ранее уже служивший в вооружённых силах) убедил Подгорецкого уйти из ополчения в регулярную армию. Когда же непосредственный начальник не отпустил их и запер на ночь в казарме, Розенталь и Подгорецкий совершили побег. Выпрыгнув ночью из окна 2-го этажа, они наутро явились в райвоенкомат.
Подгорецкий и Розенталь были направлены в артиллерийское училище, затем — на ускоренные курсы Артиллерийской академии. В октябре 1942 г. Подгорецкий получил звание лейтенанта и был отправлен на фронт. Участвовал в завершающей стадии Сталинградской операции. Командовал зенитной артиллерийской батареей, затем — радиолокационной батареей. В апреле 1945 г. Подгорецкий со своей частью дислоцировался на берегу Днестра. Оттуда он был отозван в МГУ на годичное обучение ядерной физике. Преподавателями были академик Д. В. Скобельцын и члены-корреспонденты АН СССР И. М. Франк и В. И. Векслер. Подгорецкий и Г. Б. Жданов стали соавторами учебника ядерной физики, под общей редакцией Д. В. Скобельцына.
В 1946—1955 годах Подгорецкий — младший научный сотрудник Физического института АН СССР им. П. Н. Лебедева. Работал в Лаборатории космических лучей В. И. Векслера. Изучал космические ливни. Принимал участие в нескольких Памирских и Кавказских экспедициях по физике космических лучей.
В 1949—1955 годах Подгорецкий преподавал в МФТИ.
В 1951 году защитил кандидатскую диссертацию по теме «Некоторые статистические вопросы, связанные с разработкой ионизационной камеры и пропорционального счетчика».
В 1955 году, по предложению В. И. Векслера, Подгорецкий поступил на работу в Электрофизическую лабораторию АН СССР в научном посёлке Дубна. В 1956 году ЭФЛАН переименована в Лабораторию высоких энергий ОИЯИ. Подгорецкий был начальником сектора фотоэмульсионных камер, главным научным сотрудником ЛВЭ.
С 1956 года — доцент МГУ.
С 1957 года — профессор МГУ.
В 1957 году Подгорецкий был командирован в физические институты Варшавы и Кракова, с целью изучения методики толстослойных фотоэмульсий.
В 1964—1965 годах получил важные результаты в нейтронной оптике поляризованных сред.
В 1960-е годы детально изучал интерференционные осцилляции при регистрации распадов нейтральных К-мезонов.
В 1965 году — защитил докторскую диссертацию по теме «Некоторые свойства ядерных взаимодействий при высоких энергиях».
Подгорецкий — автор более 250 научных работ, в том числе двух монографий, получил 5 авторских свидетельств.

## Научный вклад
Основные результаты были им получены в области теоретических исследований интерференции внутреннего состояния квантовых систем. Первоначально занимался экспериментальными исследованиями космических лучей и в этой связи статистическими проблемами, возникающими при работе детекторов ионизирующих излучений. После переезда в Дубну проводил исследования на синхрофазотроне ЛВЭ, занимался теоретическими проблемами в области ядерной физики и физики элементарных частиц. Совестно с В. Г. Барышевским открыл явление ядерной прецессии нейтронов.
В ранних работах впервые предложил и обосновал способ селективного поглощения гамма-лучей атомными ядрами. Большой цикл работ посвящен изучению широких атмосферных ливней и статистическому анализу ливневых частиц при помощи пропорциональных счетчиков и ионизационных камер.
Подгорецкий внёс значительный вклад в усовершенствование фотоэмульсионной методики, при помощи которой при его активном участии были проведены первые важные эксперименты по исследованию протон-протонного взаимодействия на Синхрофазотроне ЛВЭ при рекордных в то время энергиях. Изучал изотопические соотношения для средних множественностей пионов, механизм захвата К-мезонов и свойства гиперфрагментов, корреляции вторичных частиц при ядерных взаимодействиях и когерентные взаимодействия частиц высоких энергий с ядрами, резонансы в системе мезон — ядро. Подгорецкий разработал эффективный метод получения и идентификации гиперъядер.
Выполнил работы, посвящённые систематическому анализу интерференционных явлений в квантовой физике. Пионерские работы Подгорецкого по исследованию модуляций и биений в атомных и ядерных переходах послужили основой нового направления в оптике и ядерной спектроскопии.
Предсказал ядерную прецессию спина нейтрона в поляризованной мишени. На основе эффекта ядерной прецессии были разработаны и реализованы методы точного измерения спиновой зависимости амплитуд рассеяния нейтронов на ядрах, степени поляризации ядер, времени спиновой релаксации, низких температур порядка 0,001 К.
Ряд работ учёного был посвящен анализу корреляционных свойств пар нейтральных К-мезонов. Разработал принципиально новый подход к проблеме тождественности и различимости частиц в квантовой механике, в рамках которого был сформулирован общий метод решения квантовомеханических и термодинамических парадоксов разрывности, включая парадокс Гиббса.
Изучал влияние бозе-статистики на двухчастичные корреляции тождественных пионов с близкими импульсами. Вместе с Г. И. Копыловым разработал оригинальный метод определения пространственно-временных размеров области генерации тождественных частиц при их множественном рождении.
Также изучал излучение и многократное рассеяние ультрарелятивистских заряженных частиц, проходящих через кристаллы. Решил задачу о прохождении ультрарелятивистского позитрония через тонкие слои вещества. Поставил вопрос о силе Архимеда, действующей на отдельные молекулы вещества во внешнем поле.
Последние годы жизни М. И. Подгорецкий тяжело переживал упадок физической науки в России.
Михаил Исаакович Подгорецкий умер 19 апреля 1995 года в Дубне, накануне запланированного переезда вместе с семьёй в США.